# Lúky (powiat Púchov)
Lúky – wieś (obec) na Słowacji, w kraju trenczyńskim, w powiecie Púchov.